# Warenästhetik
Warenästhetik ist ein Begriff der Politischen Ökonomie, dort insbesondere in ihrer  Ausprägung in der von Karl Marx begründeten Kritischen Theorie der Gesellschaft.
Der Begriff fußt auf der von Adam Smith und Karl Marx vorgenommenen Unterscheidung von Gebrauchswert und Tauschwert einer Ware. Der deutsche Philosoph Wolfgang Fritz Haug hat diese analytische Differenz in seinem Werk Kritik der Warenästhetik (1971) dazu benutzt, um über die reine Funktionsbestimmung von Waren hinauszukommen und den vermeintlichen Scheincharakter jeglicher Produktästhetik zu bestimmen. Darin heißt es: "Schein wird für den Vollzug des Kaufakts so wichtig – und faktisch wichtiger – als Sein. Was nur etwas ist, aber nicht nach 'Sein' aussieht, wird nicht gekauft. Was etwas zu sein scheint, wird wohl gekauft."
Das Buch beschreibt die Produktionsweisen des Fordismus in kritisch-analytischer Perspektive.
Warenästhetik ist dabei in einer Gesellschaftsordnung, in der Gebrauchsdinge primär für den Verkauf produziert werden, das mittransportierte und erscheinunggewordene Versprechen des Verkäufers an einen potenziellen Käufer, dass das Produkt für letzteren einen Gebrauchswert zur Bedürfnisbefriedigung besitzt. Dabei ist unerheblich, ob es diesen wirklich hat, für das Zustandekommen des Kaufes ist entscheidend, dass das Versprechen abgenommen wird. Dieses "Gebrauchswertversprechen" modelliert einerseits das warenförmige Produkt ästhetisch so, dass es sinnlich ansprechend wirkt, mit dem Zweck, seinen Tauschwert zu realisieren (= verkauft zu werden). Andererseits verändert aber auch die Warenmodellierung wiederum die Sinnlichkeit der Menschen. Die Ästhetik einer Ware kann sich in der bloßen Aufmachung von Warenverpackungen, ihrem Arrangement auf Verkaufsflächen, bei Dienstleistungen in schmeichelnder Präsentation bis hin zu einem vom Warenkörper selbst abgelösten Markenwaren-Image ausdrücken.
2009 hat Haug mit der Ergänzung Warenästhetik im High-Tech-Kapitalismus eine Aktualisierung versucht.